# Hans Wall

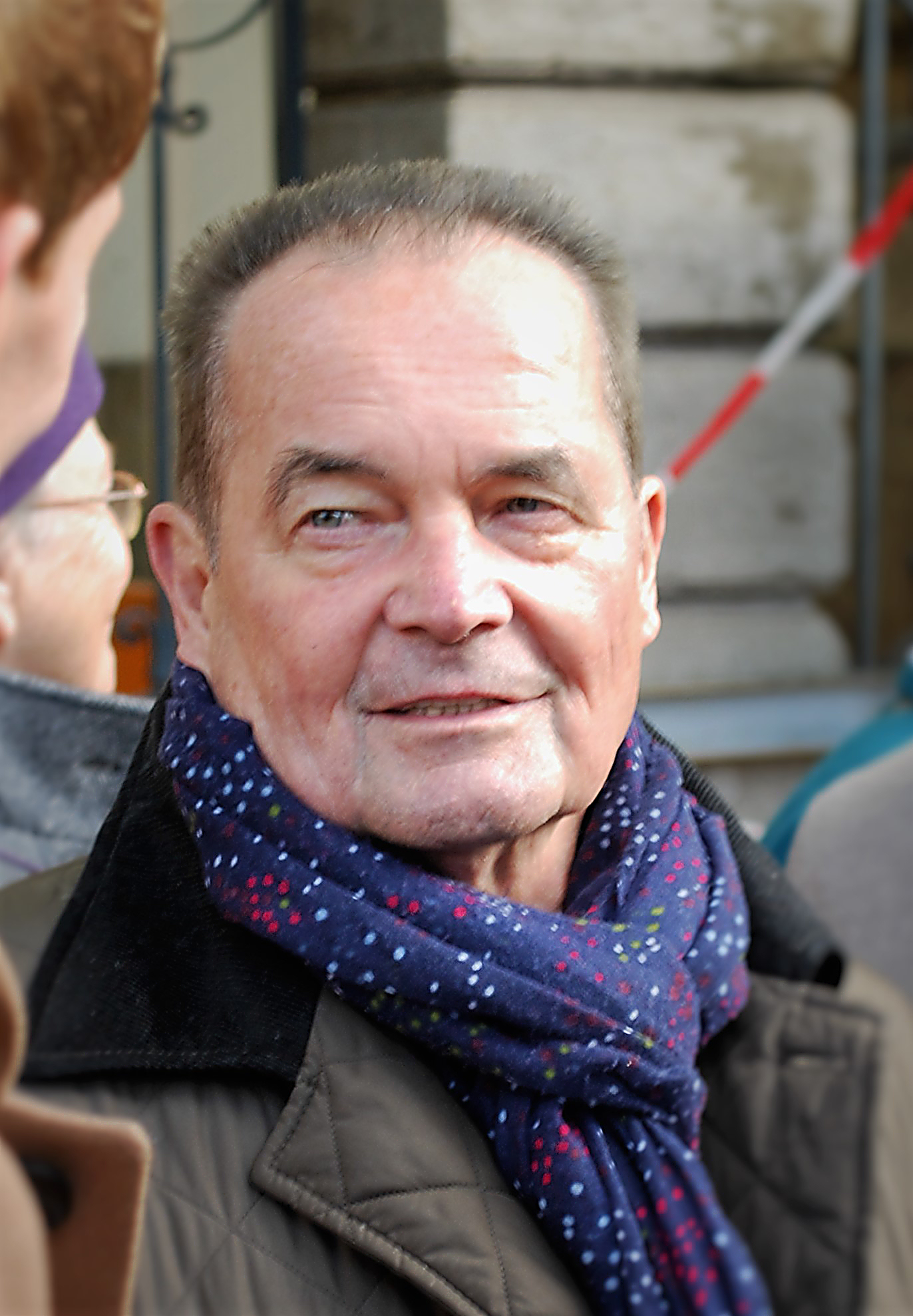
Hans Wall (2016)

Hans Wall (* 17. März 1942 in Künzelsau; † 1. Juli 2019 in Berlin) war ein deutscher Unternehmer und Mäzen. Er war der Gründer der Wall AG, eines auf Stadtmöblierung und Außenwerbung spezialisierten deutschen Unternehmens mit Sitz in Berlin. Er war Vorsitzender des Vereins „Denk mal an Berlin“ und engagierte sich persönlich und finanziell für gesellschaftliche und soziale Projekte. Für sein Engagement wurde er mit dem Bundesverdienstkreuz und anderen Auszeichnungen und Preisen geehrt.

## Werdegang
Nach der Berufsausbildung als Schlosser und einem nicht abgeschlossenen Maschinenbau-Studium gründete Wall 1976 in Ettlingen eine Firma für die Fertigung von Stadtmöbeln und baulichen Werbeträgern. Als Wall AG wurde das Unternehmen 1984 nach Berlin verlagert. In den 1990er Jahren erfolgte die Expansion nach Osteuropa und in die USA.
Wall leitete das Unternehmen insgesamt 31 Jahre lang. In dieser Zeit wurde die Wall AG Partner von mehr als 50 Metropolen in Europa. 2007 übergab Wall den Vorstandsvorsitz an seinen Sohn Daniel und übernahm den Vorsitz des Aufsichtsrats der Wall AG.
2009 verkaufte Wall seine gesamten Unternehmensanteile an den französischen Konzern JCDecaux SA, den heutigen Weltmarktführer in der Außenwerbung. Im März 2012 legte er satzungsgemäß mit Erreichen des 70. Lebensjahres den Aufsichtsratsvorsitz nieder und schied aus dem Unternehmen aus.
Anfang Juli 2019 starb Wall im Alter von 77 Jahren in Berlin.

## Soziales Engagement

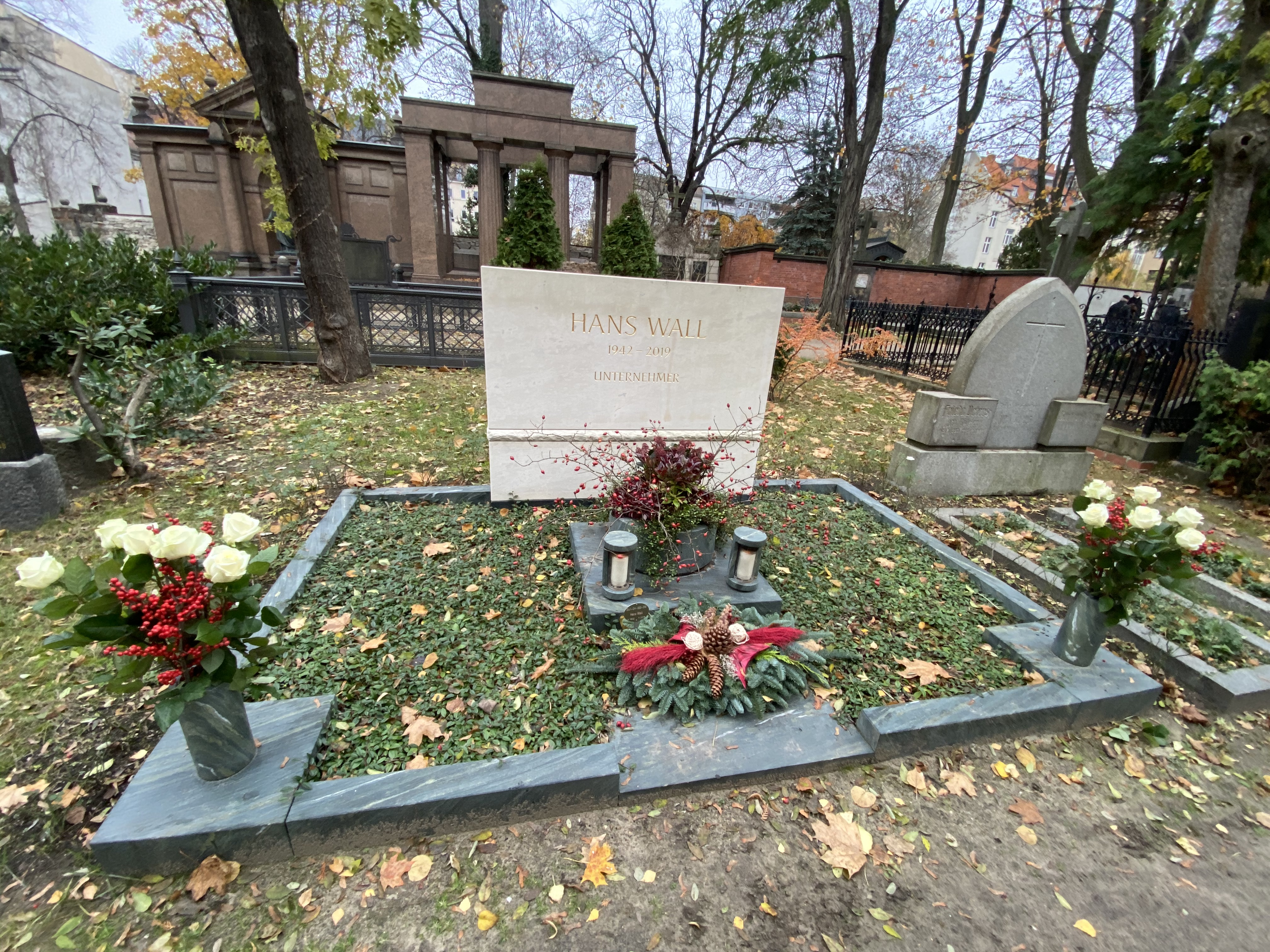
Grabstein für Hans Wall auf dem Friedhof der Dorotheenstädtischen und Friedrichswerderschen Gemeinden in Berlin-Mitte

Wall war Vorsitzender des Vereins „Denk mal an Berlin“ zur Förderung der Denkmalpflege und für den Erhalt des kulturellen Erbes Berlins. Er setzte sich unter anderem für den Wiederaufbau des Glockenturmes der Parochialkirche, die Instandsetzung der Kaiser-Wilhelm-Gedächtniskirche und für den Wiederaufbau der Schinkelschen Bauakademie ein. Er war Vorstandsvorsitzender der Friedrich-Wolf-Gesellschaft e. V.
Im Jahr 2000 erhielt er für sein ehrenamtliches Engagement das Bundesverdienstkreuz. 2004 ehrte ihn die Jüdische Gemeinde Berlin für sein Eintreten gegen Rassismus und Fremdenfeindlichkeit und für Toleranz mit dem Heinrich-Stahl-Preis.
Zusammen mit acht weiteren Managern gründete Wall 2005 den gemeinnützigen Verein Wissensfabrik – Unternehmen für Deutschland, dessen Zweck es ist, auf bundesweiter Ebene MINT-Bildung und Unternehmertum zu fördern.

## Politische Positionen
Im Dezember 2009 wurde Wall als Werbeträger für die Initiative Neue Soziale Marktwirtschaft aktiv. Er war Mitglied der FDP, aus der er 2013 austrat und sich stattdessen der Alternative für Deutschland anschloss. Wall gab an, einmalig 10.000 Euro für deren Wahlkämpfe gespendet zu haben. Die Wall AG distanzierte sich von den politischen Aktivitäten ihres Gründers. Anfang Juli 2015 trat Wall aus der AfD aus und der neugegründeten Allianz für Fortschritt und Aufbruch bei.